# Planet Hollywood

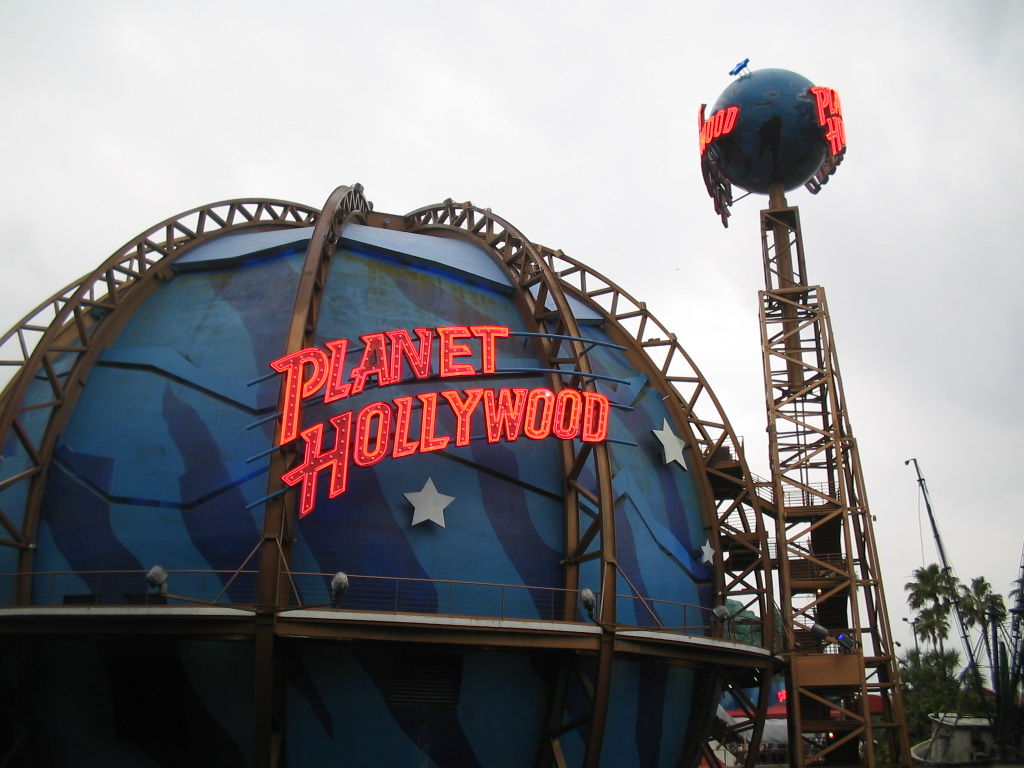
Vestiging in Downtown Disney, Orlando

Planet Hollywood is een keten van thema-restaurants geïnspireerd op het populaire Hollywood. De keten werd gepresenteerd op 22 oktober 1991 in New York, ondersteund door sterren als Sylvester Stallone, Bruce Willis, Arnold Schwarzenegger en Demi Moore. Naast de restaurants en winkels heeft de keten ook nog een groot casino-hotel op de strip in Las Vegas.
Op 25 augustus 1998 werd een dochteronderneming van Planet Hollywood in Zuid-Afrika slachtoffer van een aanslag door de radicaal-vigilante PAGAD.
Op 7 januari 2023 sloot de vestiging in Disneyland Parijs.

## Restaurants

### VS
- Atlantic City
- Honolulu
- Las Vegas
- Myrtle Beach
- New York - Times Square
- Disney Springs, Walt Disney World Resort
- Niagara Falls USA

### International
- Acapulco
- Bali
- Cancún
- Dubai
- Guam
- Jakarta
- Kuala Lumpur
- Londen
- Niagara Falls Canada
- Riyad
- Tokio
- Toronto

## Winkels
- Guam
- Las Vegas Superstore
- Myrtle Beach
- Disney-MGM Studios, Walt Disney World Resort
- Downtown Disney, Walt Disney World Resort en Disneyland Resort